# Miasto młodzieży
Miasto młodzieży (ros. Комсомольск, Komsomolsk) – radziecki czarno-biały film pełnometrażowy z 1938 roku w reżyserii Siergieja Gierasimowa. Poświęcony jednemu z pracochłonnych osiągnięć pierwszych pięciolatek – budowie miasta Komsomolsk nad Amurem przez komsomolców.

## Obsada
- Piotr Alejnikow jako Piotr
- Siergiej Gierasimow jako szpieg
- Stiepan Kryłow jako Subbotin
- Walentina Tielegina jako Motia Kotienkowa
- Jewgienija Gołynczik jako kozaczka
- Bori Chajdarow jako Kila
- Leonid Kmit jako Siergiej Czekanow
- Nikołaj Kriuczkow jako Andriej Sazonow
- Wiktor Kułakow jako dywersant
- Iwan Kuzniecow jako Bucenko
- Tamara Makarowa jako Natasza Sołowjowa
- Anna Matwiejewa jako Kława
- Zuła Nachaszkijew jako ojciec Kily
- Iwan Nowosielcew jako Władimir Sołowjow
- Aleksandr Polibin jako organizator
- Gieorgij Żżonow jakojako Mawrin
- Pawieł Wołkow jako Stiepan Nikiticz